# ISO 3166-2:AR

Divisions administratives de l'Argentine.

ISO 3166-2 données pour l'Argentine

## District fédéral (1)
```
AR-C  
Buenos Aires Distrito Federal
```

## Provinces (23)
```
AR-A  
Salta

AR-B  
Buenos Aires

AR-D  
San Luis

AR-E  
Entre Rios

AR-F  
La Rioja

AR-G  
Santiago del Estero

AR-H  
Chaco

AR-J  
San Juan

AR-K  
Catamarca

AR-L  
La Pampa

AR-M  
Mendoza

AR-N  
Misiones

AR-P  
Formosa

AR-Q  
Neuquén

AR-R  
Rio Negro

AR-S  
Santa Fe

AR-T  
Tucumán

AR-U  
Chubut

AR-V  
Terre de Feu, Antarctique et Îles de l'Atlantique Sud
 
AR-W  
Corrientes

AR-X  
Cordoba

AR-Y  
Jujuy

AR-Z  
Santa Cruz
```